# Подшентјур
Подшентјур (словен. Podšentjur) је насељено место у општини Литија, Засавска регија, Словенија.

## Историја
До територијалне реорганизације у Словенији био је у саставу старе општине Литија.

## Становништво
У попису становништва из 2011. године, Подшентјур је имао 108 становника.
| Број становника према пописима | Број становника према пописима | Број становника према пописима |
| ------------------------------ | ------------------------------ | ------------------------------ |
| 1991                           | 2002                           | 2011                           |
| 83                             | 69                             | 108                            |

Напомена: До 1955. исказивано под именом Шент Јуриј. Године 1995. смањен за део насеља који је проглашен за ново самостално насеље Погоник.